# Missão Whitman

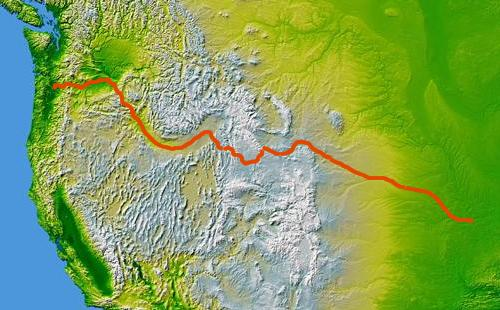
Trilha do Oregon

A Missão Whitman (em inglês:  Whitman Mission National Historic Site) é um local histórico nacional dos Estados Unidos localizado a oeste de Walla Walla, Washington, no local onde ocorreu o massacre da família do Dr. Marcus Whitman pelos Cayuses em 29 de novembro de 1847. O local homenageia Marcus e Narcissa Whitman, pelo papel que eles desempenharam na criação da Trilha do Oregon, e as mudanças decorrentes do encontro de duas culturas.